# Aaron Cleare
Aaron Cleare, född 31 januari 1983, är en friidrottare från Bahamas. Han deltog vid olympiska sommarspelen 2004.